# Mīs pî
Mīs pî — древний месопотамский двухдневный обряд, включавший в себя церемониальные действия и сопутствующие им заклинания, и проводившийся с целью очищения, освещения или вивификации рукотворной статуи божества — идола. Для ритуала создавались целые серии записей на клинописных табличках с подробными инструкциями к ритуалу, а также с текстами заклинаний на шумерском языке, которые произносились в процессе его проведения.
Цель ритуала:
- Обеспечить полную сохранность чистоты божественного идола;
- Аннигилировать все следы человеческого участия в создании культового образа;
- Пробудить сверхъестественную силу в идоле и наделить его способностью видеть, слышать, действовать.

## Исторические источники

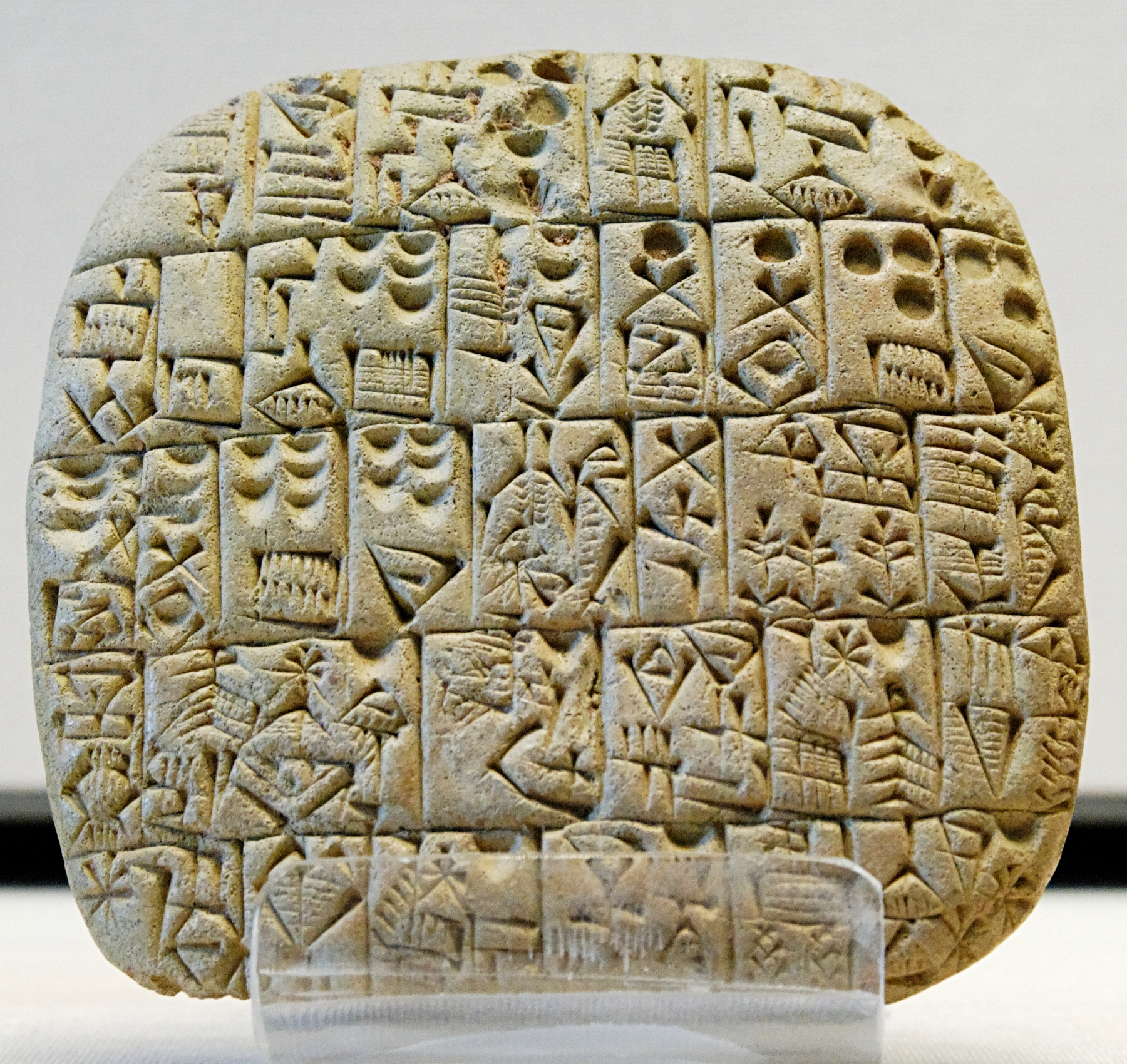
Sales contract Shuruppak Louvre AO3760

К наиболее ранним свидетельствам ритуала можно отнести шумерские административные документы времен III династии Ура (2113—2006 до н. э.), упоминающие ритуал «Отверзения уст» статуи Гудеа, умершего и обожествленного правителя шумерского города-государства Лагаш.
Дошедшие до наших дней клинописные источники о ритуале Mīs pî датируются VIII—V вв. до н. э. и относятся к Новоассирийскому периоду. Это текстовые фрагменты из Ниневии, Вавилона, Сиппара, Ниппура, Урука, Султантепе (Турция) и Хамы. Некоторые тексты заклинаний содержат колофоны, указывающие на их принадлежность к королевской библиотеке Ашшурбанипала. Вероятнее всего часть текстов являются копией с более древних оригиналов.
В основу реконструкции ритуала легли клинописные таблички из Нинивии и Вавилона. Исходя из существующих в настоящее время доказательств, можно предположить, что серия из 6 ритуальных табличек использовалась в Вавилоне, и серия из 8 табличек использовалась в Нинивеи. Процесс приготовления к ритуалу и заклинания различаются в этих двух источниках, поэтому принято различать две версии ритуала — нинивийскую и вавилонскую.

## Ритуал
Ритуал Mīs pî является разновидностью ритуала омовения — это традиционный ритуал очищения в древней Месопотамии, который применялся не только к идолам, но и к другим божественным образам, в том числе и к царям. Mīs pî (Омовение уст) проводился вместе с ритуалом Pīs pî (Отверзение уст). Эти ритуалы сопровождали весь процесс создания культового идола — от работы в мастерской до установки статуи в храм. Соблюдение ритуала гарантировало чистоту статуи и дальнейшую трансформацию статуи в реальное имманентное божество.

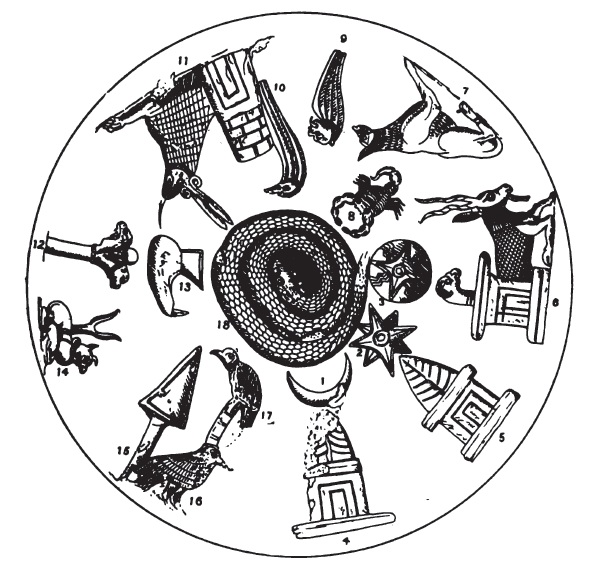
Символы 26 божеств

Как известно, идолы, участвующие в освещении, были сделаны из дерева, покрыты драгоценными металлами, золотом или серебром, и украшены инкрустацией из драгоценных камней. Готовая статуя облачалась в мантию. Выбор ремесленника, который изготовлял статую, тоже был неслучаен. Из текстовых записей того времени следует, что мастер назначался божеством. Статуя изготовлялась в храме, как в месте, где рождаются боги, в благоприятный месяц, заранее определённый жрецами.

### Церемониальный процесс
В зависимости от источников (вавилонская или нинивийская версии) в ритуальных текстах упоминается около 10 или 11 этапов церемонии. Церемониальное шествие проходит в городе, сельской местности, храме, мастерской, у реки, в саду, в тростниковых хижинах и т. д. Каждому этапу соответствует свой собственный набор ритуалов и заклинаний, обращённых к 9 великим богам, среди которых упоминались боги Солнца, Луны и Венеры; далее шло обращение к 9 богам-покровителям ремесленничества и другим небесным богам;

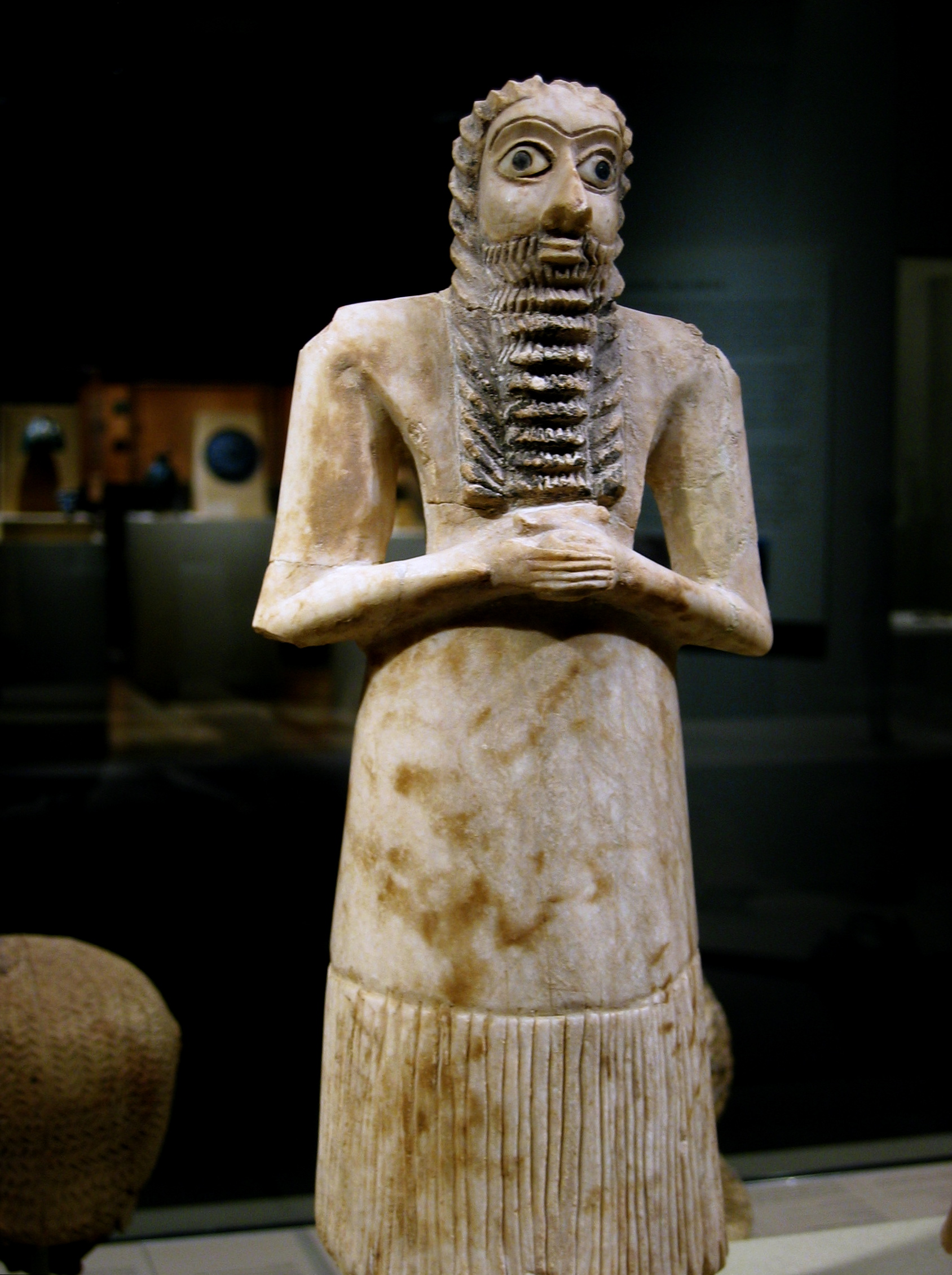
Статуя. Месопотамия 2750—2600 до н. э.

#### Первый день — ритуал «Омовения уст»
Первый день был посвящён приготовлениям, связанных с церемонией Mīs pî «Омовение уст». Целью ритуала является очищение статуи идола от всех следов человеческого участи в её создании. В ритуале использовались ингредиенты с хорошо известными древним шумерам очищающими свойствами, они предназначались как божеству, так и ремесленнику. После церемонии «Омовения уст» процесс перемещался в ремесленную мастерскую, где статуя окуривалась.

#### Второй день — ритуал «Отверзения уст»
Обряд «Отверзения уст» или Pīs pî осуществляется на второй день с использованием сиропа, топлёного масла, кедра и кипариса. Ритуал второго дня был направлен на то, чтобы дисассоциировать культовый образ с его человеческим создателем. Ремесленнику символично отрезали руки тамарисковым деревянным мечом, а он, в свою очередь, произносил отказ от своего творения, утверждая, что истинным создателем статуи является само божество.

### Три фазы трансформации
Весь ритуальный процесс можно разделить на 3 логические фазы, характеризующие главную суть ритуала.
1. В первой фазе статуя физически изолируется от мастерской и ремесленника, который сделал её. Это разделение обязательное условие для последующей трансформации идола. Вечернее закатное солнце знаменует завершение первой ипостаси идола в качестве статуи.
2. Вторая фаза проходит в ожидании восхода солнца. Идол претерпевает божественное созревание. Тамарисковая чаша, символизирующая чрево, наполняется речной водой (плодотворным «семенем») и инструментами, которые были использованы для изготовления статуи, а теперь участвуют в её перерождении в качестве божества. Чаша помещается на камнях Богини Рождения. Заклинания, обращённые к 9 божествам олицетворяют 9 месяцев созревания плода в чреве матери.
3. В третьей фазе идол уже перерождён как божество и приглашается вступить в храм.